# Éloi Machoro
 (novembre 2020).
Si vous disposez d'ouvrages ou d'articles de référence ou si vous connaissez des sites web de qualité traitant du thème abordé ici, merci de compléter l'article en donnant les références utiles à sa vérifiabilité et en les liant à la section « Notes et références ».
Éloi Machoro, né le 19 janvier 1946 dans la tribu de Nakety (commune de Canala)   et mort le 12 janvier 1985 près de La Foa, est un professeur et un homme politique indépendantiste kanak de Nouvelle-Calédonie. 
Élu à l'Assemblée territoriale de Nouvelle-Calédonie, secrétaire général de l'Union calédonienne (UC), il devient en 1984 ministre de la Sécurité du gouvernement provisoire de Kanaky et va mener sur le terrain les forces vives du Front de libération nationale kanak et socialiste (FLNKS) jusqu'à sa mort. Il est l'un des acteurs marquants du tout début de la période dite des "Événements" et  est toujours considéré comme une figure incontournable du nationalisme kanak.

## Biographie

### 1974-1983
Formé au séminaire de Païta, il devient instituteur en 1974. Engagé au sein de l'Union calédonienne qui prend position officiellement pour l'indépendance au congrès de Bourail en 1977 sous la conduite de Jean-Marie Tjibaou, il est élu à l'Assemblée territoriale de Nouvelle-Calédonie sous les couleurs de ce parti cette même année. Il monte bientôt les échelons, devenant en 1981 secrétaire général de l'UC à la suite de l'assassinat de Pierre Declercq le 19 septembre. Nationaliste kanak, il souhaitait qu'en Nouvelle-Calédonie « rien ne soit plus comme avant », et incarne alors au sein de ce mouvement la ligne la plus radicale, partisan de l'Indépendance kanak socialiste (IKS) prônée par Jean-Marie Tjibaou, et de sa mise en place par les armes si nécessaires.

### 1984-1985
Le 18 novembre 1984, à la suite de la formation du Front de libération nationale kanak et socialiste (FLNKS) en remplacement du Front indépendantiste et à l'appel au boycott des institutions et des élections par Jean-Marie Tjibaou, il fracasse une urne d'un coup de hache dans la mairie de Canala et dénonce ainsi le système électoral qui selon lui avantagerait les anti-indépendantistes[réf. nécessaire]. Le 1er décembre 1984, Jean-Marie Tjibaou, président du FLNKS, prend la tête du gouvernement provisoire de Kanaky dont Éloi Machoro devient le ministre de la Sécurité. Machoro n'a participé à aucune opération ayant provoqué des morts. Il a pris au piège une opération héliportée de gendarmerie, a escorté les gendarmes au poste de Thio.
Il prend le contrôle du village de Thio, les habitants rapportèrent des humiliations subies pendant le siège : des pressions psychologiques, maltraitances physiques. Elles furent révélées sous l'anonymat des victimes mais restent encore à prouver juridiquement[réf. nécessaire]. Beaucoup de personnes craignaient des exactions violentes s’ils se prononçaient contre les indépendantistes. Les immigrants d'origine wallisienne et tahitienne ainsi que les Mélanésiens non-indépendantistes étaient particulièrement vulnérables. Le seul décès mentionné est celui du boucher de Thio, qui se noya en tentant de s'échapper par la rivière. Après la fin du siège, le 12 décembre 1984, une vague de réfugiés fut évacuée vers Nouméa.
Le 11 janvier 1985, Yves Tual, fils d'un éleveur européen, est tué par des Mélanésiens. Cet évènement déclenche à Nouméa une émeute nocturne et des barrages. Le lendemain, le 12 janvier, aux alentours de 6 heures du matin, la gendarmerie déclenche une opération pour libérer la maison d'un Européen occupée par des militants indépendantistes menés par Éloi Machoro près de La Foa. La gendarmerie essuiera des tirs à plusieurs reprises, finira par donner l'assaut après plusieurs sommations, l'ordre sera donné de faire un tir de neutralisation sur Éloi Machoro et un autre Kanak, Marcel Nonnaro. Éloi Machoro recevra une balle dans l'épaule, les gendarmes tenteront de le garder en vie mais il succombera des suites de ses blessures une trentaine de minutes plus tard, en route vers l'hôpital. Les tirs ont été effectués par deux tireurs du Groupe d'intervention de la Gendarmerie nationale (GIGN), notamment par un tir de précision au fusil FR-F1 du capitaine Jean-Pierre Picon, venus de l'hexagone pour cela et immédiatement exfiltrés. Daniel Cerdan, ancien membre du GIGN, apporte son témoignage sur la « neutralisation » d’Éloi Machoro. Un compagnon d’Éloi Machoro, Marc Fifita-Ne, donne un éclairage bien différent sur les circonstances de sa mort.

## Documentation

### Publications universitaires
- Hamid Mokaddem, Éloi Machoro (1946-1985) : Recherche d’anthropologie politique sur une trajectoire, dans Journal de la Société des Océanistes 136-137 (2013)[6]

### Chanson
Triviale poursuite, la chanson de Renaud parle de la mort d'Eloi Machoro et de la souffrance du peuple Kanak.

### Radio & podcast
- Eloi Machoro: chronique d'une lutte kanak dans l’émission Si loin si proche, Radio France Internationale (première diffusion le 4 octobre 2020)[8]
- Le combat ne doit pas cesser : Eloi Machoro, un super-héros pour Kanaky, documentaire radiophonique en six épisodes de Benoît Godin (première diffusion sur Radio Djiido en janvier 2021)[9]